# 杨梅彝族苗族回族乡
杨梅彝族苗族回族乡是中华人民共和国贵州省六盤水市水城区下辖的一个民族乡。

## 行政区划
杨梅彝族苗族回族乡下辖以下村级行政区划单位：
五星村、群联村、木城村、姬官营村、沙沟村、慕尼克村、台沙村、光明村、彭寨村、小龙村、布戛村、白牛村和全和村。